# 徐承宰
徐 承宰（ソ・スンジェ、英語: Seo Seung-jae、朝鮮語: 서승재、1997年9月4日 - ）は、大韓民国の男子バドミントン選手。2023年に、世界選手権の男子ダブルスと混合ダブルスで、歴史上5人目の2種目を制覇し、韓国人として24年ぶりの2冠王者となった。また、同年の年間王者にも輝いた。2023年年間男子最優秀選手賞に選ばれた。

## 経歴
2019年の香港オープンでは、催率圭とのペアで出場。初戦で世界ランク4位の嘉村健士 / 園田啓悟をストレートで破り、準決勝では世界ランク6位の遠藤大由 / 渡辺勇大を破る。決勝では、世界ランク2位のモハマド・アッサン / ヘンドラ・セティアワンを破り、ノーシードから優勝する結果となった。
2020年東京オリンピックでは、男子ダブルスに催率圭とのペアで、混合ダブルスに蔡侑玎とのペアで出場した。催率圭とのペアでの世界ランク最高位は7位。
その翌年の2022年からは、男子ダブルスでは姜敏赫とペアを組み国際大会に出場している。同年4月の韓国オープンでは、準決勝で世界ランク2位のモハマド・アッサン / ヘンドラ・セティアワンを破り、決勝では世界ランク9位のファジャル・アルフィアン / ムハマド・リアン・アルディアントを破って優勝した。

### 2023年
5月のマレーシア・マスターズでは、1回戦目で世界ランク1位のファジャル・アルフィアン / ムハマド・リアン・アルディアントペアを破り、そのまま流れに乗り決勝でマレーシアペアを破って優勝を果たした。
8月のオーストラリア・オープンでは、男子ダブルスの準々決勝で、再び世界ランク1位のファジャル・アルフィアン / ムハマド・リアン・アルディアントを破り、準決勝では前週大会王者の李洋 / 王齊麟を破る。決勝でも世界ランク5位の保木卓朗 / 小林優吾を破って優勝した。混合ダブルスでも準決勝に進出するが、馮彥哲 / 黄東萍に敗れベスト4となった。8月8日付のBWF世界ランキングでは、姜敏赫とのペアで男子ダブルス6位を記録し、4年ぶりの世界ランク更新となった。

#### 世界選手権2冠達成
2週間後の世界選手権に男子ダブルスと混合ダブルスの2種目で出場。男子ダブルスでは、準決勝で世界ランク4位のアーロン・チア / ソー・ウーイックを破り、決勝ではキム・アストルプ / アンダース・スカールプ・ラスムセンを破って優勝。混合ダブルスでは、準々決勝で世界ランク4位のデチャポル・プアヴァラヌクロー / サプシリー・タエラッタナチャイをストレートで破り、準決勝では世界ランク2位の渡辺勇大 / 東野有紗を破る。決勝では、0勝9敗で世界ランク1位の鄭思維 / 黄雅瓊が立ちはだかるが、21-17, 10-21, 21-18で破り優勝。世界選手権初メダルにして2種目を制覇。また、韓国勢による世界選手権の2冠達成は24年ぶりであった（韓国勢による世界選手権の混合ダブルス優勝は20年ぶり）。
9月の中国オープンでは、男子ダブルスで準決勝でアーロン・チア / ソー・ウーイックに敗れベスト4となる。混合ダブルスでは、準々決勝で再び世界ランク1位の鄭思維 / 黄雅瓊を破り、そのまま優勝。2週前の世界選手権に続き、2連続でビッグタイトルを獲得する結果となった。

#### 年間王者達成
12月のBWFワールドツアーファイナルズでは、男子ダブルスでグループリーグを2位通過し、準決勝で劉雨辰 / 欧烜屹を破って決勝に進出。決勝では、世界ランク1位の梁偉鏗 / 王昶を破って優勝。2023年の年間王者となった。

### 2024年
1月初週のマレーシア・オープンでは、男子ダブルスで準決勝に進出するも、世界ランク2位のサトウィクサイラジ・ランキレッディ / チラグ・シェッティに敗れ敗退。しかし翌週のインド・オープンでは、決勝までを全てストレートで勝ち上がり、決勝では上記のインドペアにリベンジを果たして優勝した。
8月、9月のジャパン・オープン、韓国オープン、香港オープンの3大会連続で決勝に進出。

#### 新ペア模索
9月の中国オープンを最後に、ペアの姜敏赫が兵役に行ったことで、新ペアを模索し始める。
11月の韓国マスターズでは、奇東柱とペアを組んで出場。準決勝に進むが、同胞の真龍 / 金元昊に21-16, 19-21, 16-21で惜敗した。
翌月のジャパン・マスターズと中国マスターズには真龍とのペアでエントリー。
2週目の中国マスターズでは、ファジャル・アルフィアン / ムハマド・リアン・アルディアントや、保木卓朗 / 小林優吾、サトウィクサイラジ・ランキレッディ / チラグ・シェッティら世界トップランカーを次々と破り優勝。ペアリング2大会目でワールドツアー上位大会優勝を成し遂げた。

### 2025年
年始からマレーシア・オープンとインド・オープンに金元昊とのペアでエントリー。
マレーシア・オープンでは、第2シードの梁偉鏗 / 王昶やサトウィクサイラジ・ランキレッディ / チラグ・シェッティらを破って勢いのまま優勝。ペアを変更してるのにも関わらず、上位大会2連続優勝という快挙を成し遂げた。

## 成績

### 世界選手権
男子ダブルス
| 年   | 開催地         | パートナー | 対戦相手                                            | スコア              | 結果 |
| ---- | -------------- | ---------- | --------------------------------------------------- | ------------------- | ---- |
| 2023 | コペンハーゲン | 姜敏赫     | キム・アストルプ アンダース・スカールプ・ラスムセン | 14-21, 21-15, 21-17 | 優勝 |

混合ダブルス
| 年   | 開催地         | パートナー | 対戦相手      | スコア              | 結果 |
| ---- | -------------- | ---------- | ------------- | ------------------- | ---- |
| 2023 | コペンハーゲン | 蔡侑玎     | 鄭思維 黄雅瓊 | 21-17, 10-21, 21-18 | 優勝 |

### BWFワールドツアー
男子ダブルス
| 年   | 大会                 | レベル       | パートナー | 対戦相手                                                            | スコア              | 結果   |
| ---- | -------------------- | ------------ | ---------- | ------------------------------------------------------------------- | ------------------- | ------ |
| 2025 | タイ・マスターズ     | スーパー300  | 真龍       | ムハマド・ショヒブル・フィクリ ダニエル・マーティン                 | 21-18, 21-17        | 優勝   |
| 2025 | インド・オープン     | スーパー750  | 金元昊     | ゴー・ジーフェイ ヌル・イズディン                                   | 15-21, 21-13, 16-21 | 準優勝 |
| 2025 | マレーシア・オープン | スーパー1000 | 金元昊     | 陳柏陽 劉毅                                                         | 19-21, 21-12, 21-12 | 優勝   |
| 2024 | 中国マスターズ       | スーパー750  | 真龍       | サバル・カルヤマン・グタマ ムハマド・レザ・パフレフィ・イスファハニ | 21-16, 21-16        | 優勝   |
| 2024 | 香港オープン         | スーパー500  | 姜敏赫     | サバル・カルヤマン・グタマ ムハマド・レザ・パフレフィ・イスファハニ | 21-13, 21-17        | 優勝   |